# Jonathan Milan
Jonathan Milan (Tolmezzo, 1º ottobre 2000) è un ciclista su strada e pistard italiano che corre per il team Lidl-Trek.
Specialista dell'inseguimento su pista, nel 2021 ha vinto la medaglia d'oro ai Giochi olimpici di Tokyo nell'inseguimento a squadre, il titolo mondiale nell'inseguimento a squadre e il titolo europeo in quello individuale; nel 2023 si è quindi laureato campione europeo nell'inseguimento a squadre e in quello individuale; nel 2024 vince l'oro mondiale nell'inseguimento individuale, siglando anche il nuovo record del mondo. Professionista su strada dal 2021, ha evidenziato caratteristiche di velocista, vincendo quattro tappe al Giro d'Italia (una nel 2023 e tre nel 2024) e la classifica a punti in entrambe le edizioni, e due tappe al Tour de France 2025 e la relativa classifica a punti.

## Biografia
Nato a Tolmezzo e cresciuto a Buja, è figlio di Elena Pezzetta e Flavio Milan e fratello maggiore di Matteo Milan. Il padre è stato ciclista su strada e nazionale dal 1988 al 1994, il fratello gareggia per la Lidl-Trek Future Racing.
Ha studiato pubblicità e disegno grafico presso il Centro di Formazione Professionale di Cividale del Friuli.

## Carriera
Dopo tre stagioni con l'ASD Sacilese di Sacile (una tra gli Allievi e due tra gli Juniores), nel 2019 ha debuttato nella categoria Under-23 con il Cycling Team Friuli, squadra Continental di Udine.
Ai campionati del mondo su pista di Berlino 2020 ha vinto la medaglia di bronzo nell'inseguimento a squadre, gareggiando in quartetto con Simone Consonni, Filippo Ganna e Francesco Lamon, ed è stato quarto nell'inseguimento individuale. Tra luglio e settembre ha fatto suoi il titolo nazionale a cronometro Under-23 e una tappa al Giro d'Italia Under-23, oltre al tricolore Elite di inseguimento individuale. Nel novembre 2020 agli europei di Plovdiv si è aggiudicato tre medaglie: due d'argento, nell'inseguimento individuale, alle spalle del portoghese Ivo Oliveira, e nell'inseguimento a squadre, in quartetto con Francesco Lamon, Stefano Moro e Gidas Umbri, e una di bronzo, nel chilometro a cronometro, chiudendo alle spalle del ceco Tomáš Bábek e del britannico Ethan Vernon.
Nel 2021 è stato nuovamente protagonista su pista: il 4 agosto ha conquistato la medaglia d'oro nell'inseguimento a squadre ai Giochi olimpici estivi di Tokyo 2020 ancora in quartetto con Simone Consonni, Filippo Ganna e Francesco Lamon; nel mese di ottobre ha vinto il titolo europeo nell'inseguimento individuale a Grenchen e, nella rassegna iridata di Roubaix, il titolo mondiale di inseguimento a squadre (con gli stessi compagni di Tokyo) e l'argento nell'inseguimento individuale, battuto dal solo Ashton Lambie. Nel 2022 ha ottenuto le prime vittorie da professionista con la maglia della Bahrain Victorious (per cui gareggiava già dal 2021), facendo sue due tappe e la classifica a punti al Tour of Croatia; su pista ha guadagnato l'argento mondiale su pista a Saint-Quentin-en-Yvelines sia nell'inseguimento a squadre che in quello individuale (battuto da Ganna in finale).
Nel febbraio 2023 ha preso parte al Saudi Tour, corsa a tappe che si svolge in Arabia Saudita, dove ha vinto la seconda tappa. Pochi giorni dopo a Grenchen è diventato campione europeo nell'inseguimento a squadre, insieme a Simone Consonni, Filippo Ganna e Francesco Lamon, e nella prova individuale. A maggio dello stesso anno ha prenso parte al Giro d'Italia, vincendo la seconda tappa a San Salvo e la classifica a punti della corsa. Nello stesso anno firma un contratto biennale con la Lidl-Trek valido a partire dal gennaio 2024.
Nel 2024 conquista tre tappe al Giro d'Italia e la sua seconda maglia ciclamino consecutiva della classifica a punti. Ha fatto la sua seconda apparizione olimpica a Parigi 2024, dove ha vinto la medaglia di bronzo nell'inseguimento a squadre con Simone Consonni, Filippo Ganna e Francesco Lamon.
Ai mondiali su pista di Ballerup 2024 ha vinto l'oro nell'inseguimento individuale, superando in finale l'inglese Josh Charlton, realizzando nell'occasione il record del mondo, grazie al tempo di 3’59”153, percorrendo quindi i 4 km alla velocità media di 60,212 km/h.

### 2025
L'obiettivo principale del 2025 è il Tour de France: in particolare, punta alla vittoria della maglia verde e possibilmente della prima tappa, che gli consentirebbe di indossare la maglia gialla. La Lidl-Trek decide infatti di puntare su di lui per la Grande Boucle, annunciando che Mads Pedersen sarà invece al via del Giro d'Italia e della Vuelta a Espana. La stagione inizia con alcune corse a tappe di una settimana in cui riesce sempre a raccogliere due successi parziali: la cronosquadre di apertura e l'ultima frazione alla Volta a la Comunidad Valenciana, la prima e la quarta tappa all'UAE Tour, in cui ha modo di affrontare i futuri diretti avversari per la maglia verde al Tour, Tim Merlier e Jasper Philipsen, la quarta e la settima frazione alla Tirreno-Adriatico. In particolare, in queste ultime due corse conquista la classifica a punti. Partecipa anche ad alcune classiche del nord, ottenendo buoni piazzamenti come un sesto posto alla Kuurne-Bruxelles-Kuurne, un terzo alla Gand-Wevelgem e un secondo alla Classic Brugge-De Panne. Dopo un'altra vittoria parziale al Giro del Delfinato e un settimo posto al campionato italiano, su un tracciato non propriamente adatto alle sue caratteristiche, inizia la Grande Boucle: nella prima tappa rimane vittima dei ventagli e non riesce a rientrare nel primo gruppo, perdendo così la possibilità di indossare la prima maglia gialla. Nella terza tappa conclude secondo, battuto per pochi millimetri da Merlier, ma i punti conquistati all'arrivo e al traguardo volante gli consentono di vestire la maglia verde, che perderà alla quinta tappa in favore di Tadej Pogačar per poi riconquistarla al termine dell'ottava frazione, con arrivo a Laval, in cui ottiene il primo successo parziale al Tour. Il giorno successivo colleziona un altro secondo posto, battuto nuovamente al photofinish da Merlier, mentre il secondo successo giunge nell'ultima vera occasione per le ruote veloci, ossia la diciassettesima tappa con arrivo a Valence, in una volata ristretta a causa di una caduta avvenuta a un chilometro dal traguardo. Grazie alle vittorie ai traguardi volanti delle successive tappe alpine si assicura matematicamente la maglia verde al termine della ventesima tappa, terzo italiano a raggiungere questo traguardo al Tour dopo Franco Bitossi nel 1968 e Alessandro Petacchi nel 2010.

## Palmarès

### Strada
- 2017 (Juniores)[12]

Brugnera-Orsago
- 2018 (Juniores)[13]

Circuito di Orsago
Coppa Montes
Coppa Diego e Dino Granzotto
2ª tappa Giro del Nordest d'Italia (Buttrio)
Memorial Romolo Benatti
- 2020 (Cycling Team Friuli ASD, tre vittorie)[6]

Gran Premio Sogepu (valido Campionato italiano, prova a cronometro Under-23)
Coppa Crono - Trofeo Porte Garofoli
5ª tappa Giro Ciclistico d'Italia (Marostica > Rosà)
- 2022 (Bahrain Victorious, due vittorie)

1ª tappa Tour of Croatia (Osijek > Ludbreg)
2ª tappa Tour of Croatia (Otočac > Zadar)
- 2023 (Bahrain Victorious, tre vittorie)

2ª tappa Saudi Tour (Winter Park > Shalal Sijlyat Rocks)
2ª tappa Giro d'Italia (Teramo > San Salvo)
2ª tappa Tour of Guangxi (Beihai > Qinzhou)
- 2024 (Lidl-Trek, undici vittorie)

3ª tappa Volta a la Comunitat Valenciana (San Vicente del Raspeig > Orihuela)
4ª tappa Tirreno-Adriatico (Arrone > Giulianova)
7ª tappa Tirreno-Adriatico (San Benedetto del Tronto > San Benedetto del Tronto)
4ª tappa Giro d'Italia (Acqui Terme > Andora)
11ª tappa Giro d'Italia (Foiano di Val Fortore > Francavilla al Mare)
13ª tappa Giro d'Italia (Riccione > Cento)
Prologo Giro di Germania (Schweinfurt)
1ª tappa Giro di Germania (Schweinfurt > Heilbronn)
3ª tappa Giro di Germania (Schwäbisch Gmünd > Villingen-Schwenningen)
1ª tappa Renewi Tour (Riemst > Bilzen)
3ª tappa Renewi Tour (Blankenberge > Ardooie)
- 2025 (Lidl-Trek, otto vittorie)

5ª tappa Volta a la Comunitat Valenciana (Alfafar > Valencia)
1ª tappa UAE Tour (Madinat Zayed > Liwa)
4ª tappa UAE Tour (Fujaira > Umm al-Qaywayn)
2ª tappa Tirreno-Adriatico (Camaiore > Follonica)
7ª tappa Tirreno-Adriatico (Porto Potenza Picena > San Benedetto del Tronto)
2ª tappa Giro del Delfinato (Prémilhat > Issoire)
8ª tappa Tour de France (Saint-Méen-le-Grand > Laval)
17ª tappa Tour de France (Bollène > Valence)

#### Altri successi
- 2020 (Cycling Team Friuli ASD)

Campionati italiani, Cronometro a squadre
- 2022 (Bahrain Victorious)

Classifica a punti Tour of Croatia
- 2023 (Bahrain Victorious)

Classifica a punti Giro d'Italia
Cycling Stars Criterium (Pieve di Soligo, gara individuale)
- 2024 (Lidl-Trek)

Classifica a punti Volta a la Comunitat Valenciana
Classifica a punti Tirreno-Adriatico
Classifica a punti Giro d'Italia
Classifica a punti Giro di Germania
- 2025 (Lidl-Trek)

1ª tappa Volta a la Comunitat Valenciana (Orihuela > Orihuela, cronosquadre)
Classifica a punti UAE Tour
Classifica a punti Tirreno-Adriatico
Classifica a punti Tour de France
Acht van Chaam (gara individuale)

### Pista
- 2019

Track Cycling Challenge Grenchen, Inseguimento individuale
- 2020

Campionati italiani, Inseguimento individuale
Trois Jours d'Aigle, Inseguimento individuale
- 2021

Giochi olimpici, Inseguimento a squadre (con Simone Consonni, Filippo Ganna e Francesco Lamon)
Campionati europei, Inseguimento individuale
Campionati del mondo, Inseguimento a squadre (con Simone Consonni, Filippo Ganna e Francesco Lamon)
- 2022

3ª prova Coppa delle Nazioni, Inseguimento a squadre (Cali, con Liam Bertazzo, Francesco Lamon, Davide Plebani e Michele Scartezzini)
3ª prova Coppa delle Nazioni, Inseguimento individuale (Cali)
- 2023

Campionati europei, Inseguimento a squadre (con Manlio Moro, Filippo Ganna e Francesco Lamon)
Campionati europei, Inseguimento individuale
- 2024

Campionati del mondo, Inseguimento individuale

## Piazzamenti

### Grandi Giri
- Giro d'Italia

2023: 102º
2024: 118º
- Tour de France

2025: 146º

### Classiche monumento
- Milano-Sanremo

2022: 115º
2023: 128º
2024: 69º
2025: 81º
- Giro delle Fiandre

2021: ritirato
2024: 67°
- Parigi-Roubaix

2021: ritirato
2023: ritirato
2024: ritirato
2025: 101º

### Competizioni mondiali
- Campionati del mondo su pista

Berlino 2020 - Inseguimento a squadre: 3º
Berlino 2020 - Inseguimento individuale: 4º
Roubaix 2021 - Inseguimento a squadre: vincitore
Roubaix 2021 - Inseguimento individuale: 2º
Saint-Quentin-en-Yvelines 2022 - Inseguimento a squadre: 2º
Saint-Quentin-en-Yvelines 2022 - Inseguimento individuale: 2º
Glasgow 2023 - Inseguimento a squadre: 2º
Glasgow 2023 - Inseguimento individuale: 3º
Ballerup 2024 - Inseguimento individuale: vincitore
- Giochi olimpici

Tokyo 2020 - Inseguimento a squadre: vincitore
Parigi 2024 - Inseguimento a squadre: 3º

### Competizioni europee
- Campionati europei su strada

Plouay 2020 - Cronometro Elite: 5º
Monaco di Baviera 2022 - In linea Elite: 87º
Limburgo 2024 - In linea Elite: 13º
- Campionati europei su pista

Gand 2019 - Inseguimento a squadre Under-23: 4º
Gand 2019 - Inseguimento individuale Under-23: 5º
Apeldoorn 2019 - Inseguimento individuale: 10º
Fiorenzuola 2020 - Inseguimento a squadre Under-23: 2º
Fiorenzuola 2020 - Inseguimento individuale Under-23: 4º
Plovdiv 2020 - Inseguimento individuale: 2º
Plovdiv 2020 - Inseguimento a squadre: 2º
Plovdiv 2020 - Chilometro a cronometro: 3º
Grenchen 2021 - Inseguimento a squadre: 5º
Grenchen 2021 - Inseguimento individuale: vincitore
Grenchen 2023 - Inseguimento a squadre: vincitore
Grenchen 2023 - Inseguimento individuale: vincitore
Apeldoorn 2024 - Inseguimento a squadre: 3º

## Riconoscimenti
- Premio Enzo Cainero per il ciclista professionista friulano che si è più distinto nel mondo nel 2023.[14]
- Oscar TuttoBici nel 2024[15]